# Liga Mundial de Voleibol de 1998
A Liga Mundial de Voleibol de 1998 foi a 9ª edição do torneio anual organizado pela Federação Internacional de Voleibol. Foi disputada por doze países, de 15 de maio a 19 de julho. A Fase Final foi realizada em Milão, na Itália.

## Formato
A Liga Mundial de 1998 teve um dos formatos mais complicados até hoje. Na primeira fase, as doze equipes foram divididas em três grupos e jogaram quatro vezes contra cada uma das outras do grupo (duas como mandante e duas como visitante). Classificaram-se para a segunda fase (disputada em Belgrado e Alicante) os campeões de cada grupo, os vice-campeões de cada grupo (exceto a Itália, classificada direto para a fase final), além de Iugoslávia e Espanha, anfitriões da fase (totalizando sete equipes). Na segunda fase, três equipes jogaram em Belgrado e quatro em Alicante. Cada equipe fez um jogo contra cada uma das outras equipes do grupo. Classificaram-se para a fase final os campeões dos grupos e o melhor segundo colocado (além da Itália).

## Equipes participantes
Equipes que participaram da edição 1998 da Liga Mundial integrando os seguintes grupos:
| Grupo A                                     | Grupo B                                       | Grupo C                                |
| ------------------------------------------- | --------------------------------------------- | -------------------------------------- |
| Bulgária · Coreia do Sul · Cuba · Espanha · | Argentina · Grécia · Itália · Países Baixos · | Brasil · Iugoslávia · Polónia · Rússia |

## Fase Intercontinental

### Grupo A
| Pos | Equipe        | Pts | V  | D  | SV | SP | SA    |
| --- | ------------- | --- | -- | -- | -- | -- | ----- |
| 1   | Bulgária      | 22  | 10 | 2  | 30 | 15 | 2,000 |
| 2   | Cuba          | 20  | 8  | 4  | 29 | 15 | 1,933 |
| 3   | Espanha       | 16  | 4  | 8  | 18 | 29 | 0,692 |
| 4   | Coreia do Sul | 14  | 2  | 10 | 10 | 30 | 0,333 |

PTS - pontos, V - vitórias, D - derrotas, SV - sets vencidos, SP - sets perdidos, SA - sets average
| Data  | Jogo          | Jogo | Jogo          | Parciais | Parciais | Parciais | Parciais | Parciais |
| Data  | Jogo          | Jogo | Jogo          | 1        | 2        | 3        | 4        | 5        |
| ----- | ------------- | ---- | ------------- | -------- | -------- | -------- | -------- | -------- |
| 15/05 | Cuba          | 3-0  | Coréia do Sul | 15-7     | 15-4     | 15-4     | -        | -        |
| 15/05 | Espanha       | 2-3  | Bulgária      | 6-15     | 15-8     | 15-8     | 9-15     | 15-17    |
| 16/05 | Cuba          | 3-0  | Coréia do Sul | 15-4     | 15-11    | 15-10    | -        | -        |
| 17/05 | Espanha       | 1-3  | Bulgária      | 10-15    | 10-15    | 15-11    | 11-15    | -        |
| 22/05 | Cuba          | 3-0  | Bulgária      | 15-8     | 15-5     | 15-7     | -        | -        |
| 23/05 | Coréia do Sul | 3-0  | Espanha       | 15-6     | 16-14    | 15-9     | -        | -        |
| 23/05 | Cuba          | 3-0  | Bulgária      | 15-8     | 15-10    | 15-5     | -        | -        |
| 24/05 | Coréia do Sul | 3-0  | Espanha       | 15-5     | 15-8     | 15-6     | -        | -        |
| 29/05 | Bulgária      | 3-0  | Coréia do Sul | 15-8     | 15-9     | 15-4     | -        | -        |
| 29/05 | Espanha       | 3-0  | Cuba          | 15-11    | 15-12    | 15-12    | -        | -        |
| 30/05 | Bulgária      | 3-1  | Coréia do Sul | 13-15    | 15-6     | 15-11    | 15-8     | -        |
| 31/05 | Espanha       | 3-2  | Cuba          | 15-4     | 8-15     | 17-16    | 7-15     | 15-13    |
| 5/06  | Bulgária      | 3-0  | Espanha       | 15-11    | 15-12    | 15-7     | -        | -        |
| 6/06  | Coréia do Sul | 0-3  | Cuba          | 8-15     | 3-15     | 13-15    | -        | -        |
| 6/06  | Bulgária      | 3-0  | Espanha       | 15-2     | 15-6     | 15-7     | -        | -        |
| 7/06  | Coréia do Sul | 0-3  | Cuba          | 7-15     | 7-15     | 9-15     | -        | -        |
| 12/06 | Cuba          | 3-2  | Espanha       | 13-15    | 12-15    | 15-13    | 15-10    | 15-10    |
| 13/06 | Coréia do Sul | 1-3  | Bulgária      | 15-5     | 11-15    | 6-15     | 14-16    | -        |
| 13/06 | Cuba          | 3-1  | Espanha       | 16-14    | 9-15     | 15-6     | 15-9     | -        |
| 14/06 | Coréia do Sul | 1-3  | Bulgária      | 9-15     | 9-15     | 15-11    | 11-15    | -        |
| 19/06 | Espanha       | 3-2  | Coréia do Sul | 13-15    | 15-12    | 15-10    | 11-15    | 15-13    |
| 20/06 | Bulgária      | 3-1  | Cuba          | 15-13    | 15-9     | 13-15    | 15-8     | -        |
| 21/06 | Espanha       | 3-1  | Coréia do Sul | 15-13    | 15-9     | 13-15    | 15-8     | -        |
| 21/06 | Bulgária      | 3-2  | Cuba          | 15-12    | 15-8     | 7-15     | 8-15     | 16-14    |

### Grupo B
| Pos | Equipe        | Pts | V  | D  | SV | SP | SA    |
| --- | ------------- | --- | -- | -- | -- | -- | ----- |
| 1   | Países Baixos | 22  | 10 | 2  | 30 | 11 | 2,727 |
| 2   | Itália        | 19  | 7  | 5  | 24 | 17 | 1,411 |
| 3   | Argentina     | 17  | 5  | 7  | 22 | 25 | 0,880 |
| 4   | Grécia        | 14  | 2  | 10 | 10 | 33 | 0,303 |

PTS - pontos, V - vitórias, D - derrotas, SV - sets vencidos, SP - sets perdidos, SA - sets average
| Data  | Jogo          | Jogo | Jogo          | Parciais | Parciais | Parciais | Parciais | Parciais |
| Data  | Jogo          | Jogo | Jogo          | 1        | 2        | 3        | 4        | 5        |
| ----- | ------------- | ---- | ------------- | -------- | -------- | -------- | -------- | -------- |
| 16/05 | Argentina     | 0-3  | Países Baixos | 11-15    | 10-15    | 4-15     | -        | -        |
| 16/05 | Itália        | 3-0  | Grécia        | 15-7     | 15-9     | 15-10    | -        | -        |
| 17/05 | Argentina     | 0-3  | Países Baixos | 13-15    | 12-15    | 13-15    | -        | -        |
| 17/05 | Itália        | 3-0  | Grécia        | 15-1     | 15-8     | 15-5     | -        | -        |
| 22/05 | Itália        | 2-3  | Argentina     | 7-15     | 12-15    | 16-14    | 16-14    | 13-15    |
| 23/05 | Grécia        | 1-3  | Países Baixos | 11-15    | 3-15     | 15-13    | 6-15     | -        |
| 24/05 | Itália        | 3-1  | Argentina     | 13-15    | 16-14    | 16-14    | 15-8     | -        |
| 24/05 | Grécia        | 1-3  | Países Baixos | 12-15    | 7-15     | 15-13    | 8-15     | -        |
| 29/05 | Argentina     | 2-3  | Grécia        | 13-15    | 10-15    | 15-9     | 15-8     | 13-15    |
| 30/05 | Itália        | 0-3  | Países Baixos | 11-15    | 9-15     | 9-15     | -        | -        |
| 31/05 | Argentina     | 1-3  | Grécia        | 12-15    | 16-14    | 13-15    | 12-15    | -        |
| 31/05 | Itália        | 3-0  | Países Baixos | 15-7     | 15-10    | 15-13    | -        | -        |
| 5/06  | Argentina     | 3-1  | Itália        | 15-11    | 8-15     | 15-6     | 15-13    | -        |
| 6/06  | Países Baixos | 3-0  | Grécia        | 15-7     | 15-5     | 15-9     | -        | -        |
| 7/06  | Países Baixos | 3-0  | Grécia        | 15-5     | 15-8     | 15-9     | -        | -        |
| 7/06  | Argentina     | 3-0  | Itália        | 15-13    | 15-13    | 15-8     | -        | -        |
| 13/06 | Países Baixos | 3-1  | Argentina     | 15-9     | 9-15     | 15-12    | 15-4     | -        |
| 13/06 | Grécia        | 1-3  | Itália        | 9-15     | 15-4     | 5-15     | 13-15    | -        |
| 14/06 | Países Baixos | 3-2  | Argentina     | 15-7     | 3-15     | 5-15     | 15-2     | 15-12    |
| 14/06 | Grécia        | 0-3  | Itália        | 6-15     | 11-15    | 13-15    | -        | -        |
| 20/06 | Países Baixos | 0-3  | Itália        | 8-15     | 9-15     | 11-15    | -        | -        |
| 20/06 | Grécia        | 1-3  | Argentina     | 15-11    | 12-15    | 11-15    | 17-15    | -        |
| 21/06 | Países Baixos | 3-0  | Itália        | 15-13    | 15-12    | 17-15    | -        | -        |
| 21/06 | Grécia        | 0-3  | Argentina     | 5-15     | 4-15     | 6-15     | -        | -        |

### Grupo C
| Pos | Equipe     | Pts | V | D | SV | SP | SA    |
| --- | ---------- | --- | - | - | -- | -- | ----- |
| 1   | Brasil     | 21  | 9 | 3 | 29 | 11 | 2,636 |
| 2   | Rússia     | 21  | 9 | 3 | 30 | 17 | 1,764 |
| 3   | Iugoslávia | 15  | 3 | 9 | 18 | 28 | 0,643 |
| 4   | Polónia    | 15  | 3 | 9 | 12 | 33 | 0,364 |

PTS - pontos, V - vitórias, D - derrotas, SV - sets vencidos, SP - sets perdidos, SA - sets average
| Data  | Jogo       | Jogo | Jogo       | Parciais | Parciais | Parciais | Parciais | Parciais |
| Data  | Jogo       | Jogo | Jogo       | 1        | 2        | 3        | 4        | 5        |
| ----- | ---------- | ---- | ---------- | -------- | -------- | -------- | -------- | -------- |
| 15/05 | Rússia     | 2-3  | Polônia    | 15-11    | 15-7     | 16-17    | 12-15    | 11-15    |
| 15/05 | Brasil     | 3-0  | Iugoslávia | 15-8     | 15-9     | 15-7     | -        | -        |
| 16/05 | Rússia     | 3-0  | Polônia    | 15-5     | 15-11    | 15-12    | -        | -        |
| 17/05 | Brasil     | 3-0  | Iugoslávia | 15-11    | 16-14    | 15-5     | -        | -        |
| 22/05 | Iugoslávia | 1-3  | Rússia     | 6-15     | 12-15    | 15-13    | 8-15     | -        |
| 22/05 | Brasil     | 3-0  | Polônia    | 15-6     | 15-12    | 15-6     | -        | -        |
| 23/05 | Iugoslávia | 0-3  | Rússia     | 11-15    | 13-15    | 4-15     | -        | -        |
| 24/05 | Brasil     | 3-0  | Polônia    | 15-8     | 15-8     | 16-14    | -        | -        |
| 29/05 | Iugoslávia | 3-0  | Polônia    | 15-4     | 15-13    | 15-13    | -        | -        |
| 29/05 | Brasil     | 3-0  | Rússia     | 15-12    | 15-12    | 15-7     | -        | -        |
| 30/05 | Iugoslávia | 2-3  | Polônia    | 9-15     | 15-12    | 8-15     | 15-8     | 16-14    |
| 31/05 | Brasil     | 3-1  | Rússia     | 15-9     | 15-6     | 11-15    | 15-8     | -        |
| 5/06  | Rússia     | 3-2  | Iugoslávia | 15-6     | 12-15    | 15-2     | 13-15    | 15-12    |
| 5/06  | Polônia    | 1-3  | Brasil     | 10-15    | 8-15     | 15-12    | 13-15    | -        |
| 6/06  | Rússia     | 3-2  | Iugoslávia | 16-14    | 15-12    | 13-15    | 8-15     | 15-11    |
| 6/06  | Polônia    | 0-3  | Brasil     | 15-6     | 15-8     | 15-5     | -        | -        |
| 12/06 | Polônia    | 0-3  | Rússia     | 11-15    | 7-15     | 3-15     | -        | -        |
| 12/06 | Iugoslávia | 3-0  | Brasil     | 15-7     | 15-10    | 15-8     | -        | -        |
| 13/06 | Polônia    | 1-3  | Rússia     | 15-7     | 6-15     | 5-15     | 11-15    | -        |
| 13/06 | Iugoslávia | 0-3  | Brasil     | 6-15     | 11-15    | 3-15     | -        | -        |
| 19/06 | Rússia     | 3-1  | Brasil     | 15-13    | 15-6     | 11-15    | 15-11    | -        |
| 19/06 | Polônia    | 3-2  | Iugoslávia | 11-15    | 11-15    | 15-6     | 15-12    | 15-9     |
| 20/06 | Rússia     | 3-1  | Brasil     | 12-15    | 15-3     | 15-8     | 15-10    | -        |
| 20/06 | Polônia    | 1-3  | Iugoslávia | 5-15     | 15-6     | 5-15     | 11-15    | -        |

## Segunda Fase

### Grupo Leste (Belgrado)
| Pos | Equipe     | Pts | V | D | SV | SP | SA    |
| --- | ---------- | --- | - | - | -- | -- | ----- |
| 1   | Cuba       | 4   | 2 | 0 | 6  | 2  | 3,000 |
| 2   | Iugoslávia | 3   | 1 | 1 | 5  | 4  | 1,250 |
| 3   | Bulgária   | 2   | 0 | 2 | 1  | 6  | 0,166 |

| Data  | Jogo       | Jogo | Jogo     | Parciais | Parciais | Parciais | Parciais | Parciais |
| Data  | Jogo       | Jogo | Jogo     | 1        | 2        | 3        | 4        | 5        |
| ----- | ---------- | ---- | -------- | -------- | -------- | -------- | -------- | -------- |
| 13/07 | Iugoslávia | 3-1  | Bulgária | 6-15     | 17-15    | 15-7     | 15-7     | -        |
| 14/07 | Cuba       | 3-0  | Bulgária | 15-3     | 15-2     | 15-9     | -        | -        |
| 15/07 | Iugoslávia | 2-3  | Cuba     | 6-15     | 15-12    | 5-15     | 15-7     | 12-15    |

### Grupo Oeste (Alicante)
| Pos | Equipe        | Pts | V | D | SV | SP | SA    |
| --- | ------------- | --- | - | - | -- | -- | ----- |
| 1   | Rússia        | 5   | 2 | 1 | 6  | 3  | 2,000 |
| 2   | Países Baixos | 5   | 2 | 1 | 6  | 4  | 1,500 |
| 3   | Brasil        | 4   | 1 | 2 | 5  | 6  | 0,833 |
| 4   | Espanha       | 4   | 1 | 2 | 3  | 7  | 0,428 |

| Data  | Jogo          | Jogo | Jogo          | Parciais | Parciais | Parciais | Parciais | Parciais |
| Data  | Jogo          | Jogo | Jogo          | 1        | 2        | 3        | 4        | 5        |
| ----- | ------------- | ---- | ------------- | -------- | -------- | -------- | -------- | -------- |
| 13/07 | Países Baixos | 3-2  | Brasil        | 7-15     | 15-13    | 12-15    | 15-7     | 15-13    |
| 13/07 | Espanha       | 0-3  | Rússia        | 13-15    | 11-15    | 12-15    | -        | -        |
| 14/07 | Países Baixos | 3-0  | Rússia        | 15-10    | 15-7     | 15-8     | -        | -        |
| 14/07 | Espanha       | 0-3  | Brasil        | 10-15    | 7-15     | 7-15     | -        | -        |
| 15/07 | Brasil        | 0-3  | Rússia        | 10-15    | 9-15     | 12-5     | -        | -        |
| 15/07 | Espanha       | 3-1  | Países Baixos | 12-15    | 15-5     | 15-12    | 15-6     | -        |

### Fase final
| Data  | Jogo   | Jogo | Jogo          | Parciais | Parciais | Parciais | Parciais | Parciais |
| Data  | Jogo   | Jogo | Jogo          | 1        | 2        | 3        | 4        | 5        |
| ----- | ------ | ---- | ------------- | -------- | -------- | -------- | -------- | -------- |
| 17/07 | Cuba   | 3-0  | Rússia        | 17-15    | 15-13    | 15-4     | -        | -        |
| 17/07 | Itália | 1-3  | Países Baixos | 15-9     | 13-15    | 4-15     | 5-15     | -        |
| 18/07 | Rússia | 3-0  | Países Baixos | 15-8     | 15-5     | 15-11    | -        | -        |
| 18/07 | Itália | 0-3  | Cuba          | 7-15     | 11-15    | 7-15     | -        | -        |
| 19/07 | Cuba   | 3-1  | Países Baixos | 16-14    | 16-14    | 8-15     | 15-3     | -        |
| 19/07 | Itália | 2-3  | Rússia        | 7-15     | 15-5     | 13-15    | 15-9     | 13-15    |

| Pos | Equipe        | Pts | V | D | SV | SP | SA    | PF  | PS  | PA    |
| --- | ------------- | --- | - | - | -- | -- | ----- | --- | --- | ----- |
| 1   | Cuba          | 6   | 3 | 0 | 9  | 1  | 9,000 | 147 | 103 | 1,427 |
| 2   | Rússia        | 5   | 2 | 1 | 6  | 5  | 1,200 | 136 | 134 | 1,015 |
| 3   | Países Baixos | 4   | 1 | 2 | 4  | 7  | 0,571 | 124 | 137 | 0,905 |
| 4   | Itália        | 3   | 0 | 3 | 3  | 9  | 0,333 | 125 | 158 | 0,791 |

PTS - pontos, V - vitórias, D - derrotas, SV - sets vencidos, SP - sets perdidos, SA - sets average, PF - pontos a favor, PS - pontos sofridos, PA - pontos average

## Classificação Final
| #      | Equipe        |
| ------ | ------------- |
| Gold   | Cuba          |
| Silver | Rússia        |
| Bronze | Países Baixos |
| 4.     | Itália        |
| 5.     | Brasil        |
| 6.     | Iugoslávia    |
| 7.     | Bulgária      |
| 8.     | Espanha       |
| 9.     | Argentina     |
| 10.    | Polónia       |
| 11.    | Coreia do Sul |
| 12.    | Grécia        |

## Prêmios
- Maior Pontuador:  Oswaldo Hernandéz
- Melhor Ataque:  Oswaldo Hernandéz
- Melhor Saque:  Roman Iakovlev
- Melhor Bloqueio:  Andrea Giani